# Zehnkampf-Länderkampf der Männer 1988 BR Deutschland – Frankreich – Sowjetunion Jahrgänge 1965 und jünger
| 18. Leichtathletik-Länderkampf mit bundesdeutscher Beteiligung 1988                                | 18. Leichtathletik-Länderkampf mit bundesdeutscher Beteiligung 1988 |
| -------------------------------------------------------------------------------------------------- | ------------------------------------------------------------------- |
| |                                                                     |
| Zehnkampf-Vergleich der Männer Jahrgänge 1965 und jünger BR Deutschland – Frankreich – Sowjetunion |                                                                     |
| Austragungsort                                                                                     | Lage                                                                |
| Wettbewerbe                                                                                        | 1                                                                   |
| Datum                                                                                              | 20./21. August                                                      |
| 1. FRG 2. URS 3. FRA                                                                               | 28.945 Punkte 28.099 Punkte 27.248 Punkte                           |
| Chronik                                                                                            |                                                                     |
| ← FRA-FRG-NLD-SUI 00Str'lauf (F)                                                                   | FRG-FRA-URS 7kampf00 Jahrg. 1965 u. jünger (F) →                    |

Der achtzehnte Vergleich des Länderkampfjahres 1988 bestand in einer zweiten Begegnung für Nachwuchssportler der Jahrgänge 1965 und jünger in dieser Saison. Am 20./21. August trugen sie einen Zehnkampf gegen Frankreich und die Sowjetunion aus. Gastgeber war die nordrhein-westfälische Stadt Lage.
Die Siebenkämpferinnen der Jahrgänge 1965 und jünger bestritten am selben Ort parallel ebenfalls einen Dreiländerkampf.

## Modus
Jede Mannschaft konnte mit sechs Athleten antreten, von denen die vier Besten durch Addition ihrer Punktzahlen gewertet wurden. Die Sowjetunion stellte nur vier Teilnehmer, die alle in die Wertung kamen.

## Ergebnis
In der Einzelwertung erzielten die bundesdeutschen Zehnkämpfer einen Dreifacherfolg. Auf den Rängen vier und fünf folgten zwei sowjetische Nachwuchssportler vor einem französischen Vertreter. Mit 28.945 Punkten erwies sich das bundesdeutsche Team auch in der Gesamtwertung am stärksten. 886 Punkte dahinter kam die Sowjetunion auf den zweiten Platz. Frankreich belegte mit einem Rückstand von 1697 Punkten auf die Bundesrepublik Rang drei.

## Legende
Kurze Übersicht zur Bedeutung der Symbolik – so üblicherweise auch in sonstigen Veröffentlichungen verwendet:
| DNF | nicht im Ziel (did not finish) |
| DNS | nicht am Start (did not start) |
| NMW | keine Weite (No Mark)          |
| NMH | keine Höhe (No Mark)           |

## Resultat

### Zehnkampf
| Platz | Name                | Nation | Punkte | 100 m   | Weit- sprung | Kugel- stoßen | Hoch- sprung | 400 m   | 110 m Hürden | Diskus- wurf | Stabhoch- sprung | Speer- wurf | 1500 m      |
| ----- | ------------------- | ------ | ------ | ------- | ------------ | ------------- | ------------ | ------- | ------------ | ------------ | ---------------- | ----------- | ----------- |
| 01    | Christian Deick     | FRG    | 7822   | 11,10 s | 7,65 m       | 14,37 m       | 1,95 m       | 50,73 s | 15,25 s      | 47,08 m      | 4,30 m           | 55,54 m     | 4:37,36 min |
| 02    | Bruno Chirco        | FRG    | 7657   | 11,22 s | 7,07 m       | 13,90 m       | 2,01 m       | 49,97 s | 16,00 s      | 42,28 m      | 4,80 m           | 51,72 m     | 4:28,09 min |
| 03    | Jürgen Hoppe        | FRG    | 7581   | 11,17 s | 7,22 m       | 13,29 m       | 1,95 m       | 49,99 s | 14,95 s      | 41,08 m      | 4,40 m           | 55,38 m     | 4:38,34 min |
| 04    | Igor Drobischewski  | URS    | 7297   | 11,34 s | 6,79 m       | 11,55 m       | 2,16 m       | 51,96 s | 14,96 s      | 37,86 m      | 4,40 m           | 49,12 m     | 4:35,85 min |
| 05    | Nikolai Zajats      | URS    | 7235   | 11,00 s | 6,90 m       | 13,76 m       | 1,92 m       | 49,95 s | 15,18 s      | 36,06 m      | 4,60 m           | 47,92 m     | 4:59,73 min |
| 06    | Christian Mandrou   | FRA    | 7220   | 11,18 s | 7,06 m       | 10,95 m       | 1,92 m       | 49,23 s | 14,88 s      | 34,70 m      | 4,20 m           | 53,92 m     | 4:36,17 min |
| 07    | Waleri Urbanski     | URS    | 6978   | 11,29 s | 6,98 m       | 13,46 m       | 2,04 m       | 49,75 s | 14,55 s      | 38,22 m      | NMH              | 54,26 m     | 4:17,83 min |
| 08    | Christophe Noël     | FRA    | 6697   | 11,51 s | 6,72 m       | 12,02 m       | 2,04 m       | 53,84 s | 15,98 s      | 33,88 m      | 4,50 m           | 49,72 m     | 5:13,36 min |
| 09    | Laurent Mangue      | FRA    | 6691   | 11,61 s | 6,63 m       | 12,38 m       | 1,83 m       | 53,66 s | 16,97 s      | 38,38 m      | 4,90 m           | 52,84 m     | 5:05,60 min |
| 10    | Phillippe Poidevain | FRA    | 6640   | 11,38 s | 6,69 m       | 12,27 m       | 1,92 m       | 50,88 s | 16,04 s      | 34,60 m      | 3,60 m           | 45,18 m     | 4:39,66 min |
| 11    | Ramil Ganiew        | URS    | 6589   | 11,08 s | 6,99 m       | 13,40 m       | 2,04 m       | 51,05 s | 14,80 s      | 37,76 m      | NMH              | 49,44 m     | 4:59,49 min |
| 12    | Gilles Boineault    | FRA    | 6550   | 11,08 s | 7,09 m       | 13,52 m       | 1,98 m       | 50,99 s | 15,40 s      | 42,00 m      | NMH              | 52,80 m     | 5:14,15 min |
| 13    | Ludovic Manzon      | FRA    | 6333   | 11,29 s | 6,66 m       | 11,78 m       | 1,86 m       | 54,36 s | 16,13 s      | 36,58 m      | 4,10 m           | 45,64 m     | 5:25,18 min |
| 14    | Falk Schade         | FRG    | 5885   | 11,18 s | 7,11 m       | 09,50 m       | 2,01 m       | 49,40 s | 15,62 s      | 36,38 m      | NMH              | NMW         | 4:29,85 min |
| DNF   | Stephan Haigis      | FRG    |        | 11,48 s | 6,87 m       | 14,36 m       | 1,89 m       | 52,35 s | 15,42 s      | 42,92 m      | NMH              | 66,10 m     | DNS         |
| DNF   | Jens Hohaus         | FRG    |        | 11,30 s | 7,12 m       | 12,80 m       | 2,01 m       | 51,44 s | 15,60 s      | 36,84 m      | 4,60 m           | DNS         |             |